# Neoarius pectoralis
Neoarius pectoralis — вид сомов из рода Neoarius семейства Ариевые. Впервые Neoarius pectoralis был описан Патрисией Дж. Кайлолой в 2000 году, первоначально в составе рода Arius.
Neoarius pectoralis обитает в морских и солоноватых водах Австралии и Западной Новой Гвинеи. Длина рыбы может достигать 39,3 см.
Видовой эпитет (pectoralis = грудная мышца) был дан по выступающим уплощённым зубцам вдоль позвоночника внутреннего грудного плавника этого вида. 